# Kapelle St. Barbara (Harbecke)

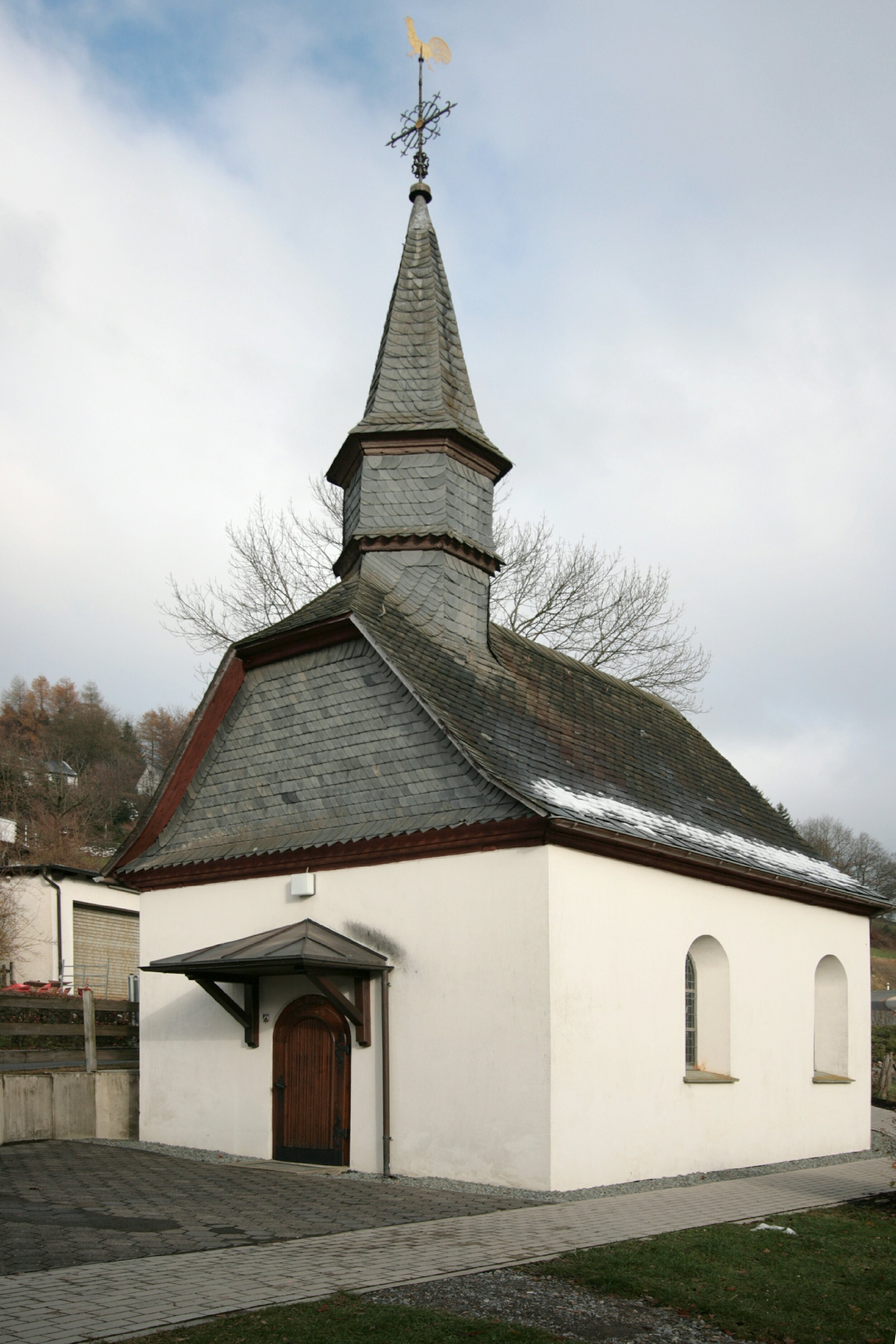
St.-Barbara-Kapelle

Die katholische St.-Barbara-Kapelle ist ein denkmalgeschütztes Kirchengebäude in Harbecke, einem Ortsteil von Schmallenberg im Hochsauerlandkreis (Nordrhein-Westfalen).

## Geschichte und Architektur
Das Bauwerk wurde im Jahr 1757 im Zentrum des Ortes errichtet. 1892 erhielt die Kapelle einen Kreuzweg.
Die einschiffige Kapelle mit 3/8 Schluss hat an der Westseite einen Eingang und flachbogige Fenster. Die rundbogigen Fenster aus dem Jahr 1980 stammen aus der Glasmalerei Peters.